# تشانغ يونغ كو
تشانغ يونغ كو (هانغل: 장정구) مواليد 4 فبراير 1963 في بوسان، هو ملاكم محترف كوري جنوبي يصنف ضمن فئة وزن الذبابة. حقق بطولة المجلس العالمي للملاكمة.

## إحصائيات
خاض خلال مسيرته 42 نزالا، فاز في 38 ولم يتعادل وخسر في 4. فاز بالضربة القاضية في 17 نزالا.

## روابط خارجية
- تشانغ يونغ كو على موقع بوكس ريك (الإنجليزية) (registration required)